# Jez Butterworth

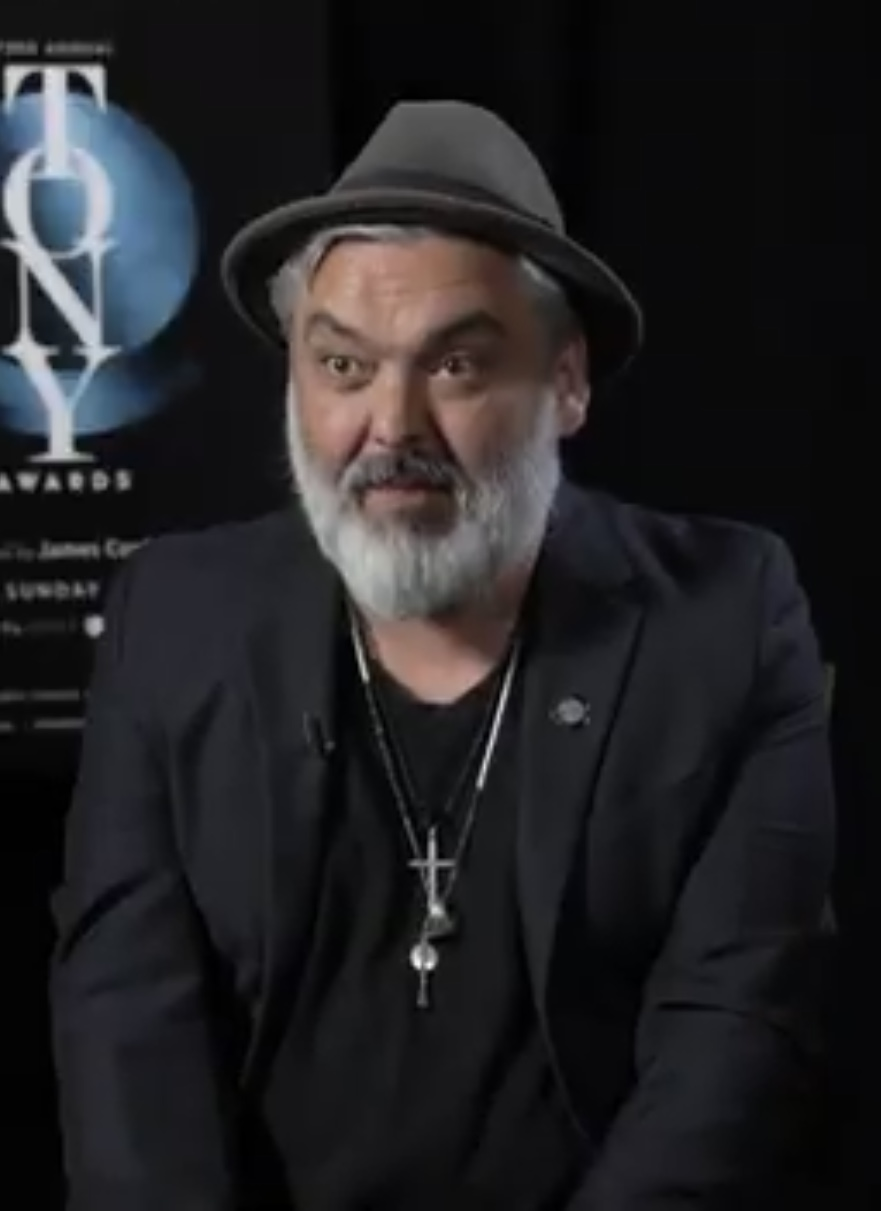
Jez Butterworth (2019)

Jeremy „Jez“ Butterworth (* 4. März 1969 in London, England) ist ein britischer Dramatiker, Filmregisseur, Drehbuchautor und Schauspieler.

## Leben
Jeremy Butterworth besuchte die Verulam School in St Albans und studierte am St John’s College in Cambridge.
Sein Bruder Steve Butterworth war Filmproduzent und führte später eine Marketingagentur, seine Brüder John-Henry und Tom Butterworth sind ebenfalls Autoren.
Er debütierte mit dem von David Giles inszenierten Drama Night of the Golden Brain 1993 als Drehbuchautor und mit seinem Theaterstück I Believe In Love 1992 als Dramatiker. 1995 wurde am Royal Court Theatre in London das Stück Mojo uraufgeführt. Der Kritikererfolg führte dazu, dass er nicht nur mit mehreren Preisen ausgezeichnet wurde, sondern 1997 als Filmregisseur für seine Literaturverfilmung debütieren konnte. 2001 inszenierte er als Regisseur die Krimi-Komödie Birthday Girl – Braut auf Bestellung mit Nicole Kidman, Vincent Cassel und Mathieu Kassovitz in den Hauptrollen, für die er gemeinsam mit seinem Bruder Tom das Drehbuch geschrieben hatte.
Danach verfasste er Drehbücher für Filme wie Die letzte Legion, Fair Game – Nichts ist gefährlicher als die Wahrheit, Edge of Tomorrow, James Bond 007: Spectre und Le Mans 66 – Gegen jede Chance.

## Filmografie
Drehbuch
- 1993: Night of the Golden Brain (Fernsehfilm)
- 1996: Christmas (Fernsehfilm)
- 1997: Mojo
- 2001: Birthday Girl – Braut auf Bestellung (Birthday Girl)
- 2007: Die letzte Legion (The Last Legion)
- 2010: Fair Game – Nichts ist gefährlicher als die Wahrheit (Fair Game)
- 2010: Huge
- 2014: Edge of Tomorrow
- 2014: Get on Up
- 2015: Black Mass
- 2015: James Bond 007: Spectre (Spectre)
- 2019: Le Mans 66 – Gegen jede Chance (Ford v. Ferrari)
- 2019: The Monologue Project (Miniserie, 1 Episode)
- 2021: Flag Day
- 2022: Mammals (Fernsehserie, 6 Episoden)
- 2023: Indiana Jones und das Rad des Schicksals (Indiana Jones and the Dial of Destiny)

Regie
- 1997: Mojo
- 2001: Birthday Girl – Braut auf Bestellung (Birthday Girl)

## Bühnenwerke
- 1992: I Believe In Love
- 1993: Huge
- 1995: Mojo, Uraufführung 1995 am Royal Court Theatre, London
- 1996: The Winterling, Uraufführung 2006 am Royal Court Theatre, London[2]
- 2002: The Night Heron, Uraufführung 2002 am Royal Court Theatre, London
- 2008: Parlour Song, Uraufführung 2008 am Atlantic Theater, New York; europäische Erstaufführung 2009 am Almeida Theatre, London
- 2008: Jerusalem, Uraufführung 2009 am Royal Court Theatre, London
- 2012: River 2012, Uraufführung 2012 am Royal Court Theatre, London
- 2017: The Ferryman, Uraufführung 2017 am Royal Court Theatre, London

## Auszeichnungen (Auswahl)
- 1995: London Critics’ Circle Theatre Award (Drama Theatre) for Most Promising Playwright
- 1995: London Evening Standard Theatre Award for Most Promising Playwright
- 2007: E. M. Forster Award
- 2011: Tony Awards-Nominierung für das Beste Theaterstück mit Jerusalem
- 2017: Critics’ Circle Theatre Award/Bestes neues Theaterstück für The Ferryman
- 2018: Laurence Olivier Award for Best New Play für The Ferryman
- 2024: Goldene Himbeere/Schlechtestes Drehbuch-Nominierung mit Indina Jones und das Rad des Schicksals